# R. Q. Dickerson
Roger Quincey „R.Q.“ Dickerson (* 1898 in Paducah (Kentucky); † 21. Januar 1951 in Glens Falls) war ein US-amerikanischer Jazztrompeter und Kornettist.

## Leben und Wirken
Dickerson wuchs in St. Louis auf; von 1918 bis 1920 spielte er in verschiedenen Theatern, bevor er mit Wilson Robinson Syncopators auf Tournee ging, die auch im New Yorker Cotton Club gastierte und 1925 für als Cotton Club Orchestra für Columbia Records aufnahm („Down and Out Blues“). Der Geiger Andrew Preer übernahm dann die Band, die fortan als The Missourians firmierte. Dickerson ist als Solist zu hören in „Ozark Moutain Blues“ (1929). Dickerson nahm außerdem mit Harry Cooper, Jasper Taylor und noch 1930/31 bei Cab Calloway auf. 1931 verließ er das Musikgeschäft. Im Bereich des Jazz war er zwischen 1925 und 1931 an 22 Aufnahmesessions beteiligt.

## Diskographische Hinweise
- Harry Cooper, R.Q. Dickerson & The Cotton Club Orchestra (Collectors Items, 1978)